# National Challenge Cup de 1983
A National Challenge Cup de 1983 foi a 70ª temporada da competição futebolística mais antiga dos Estados Unidos. New York Pancyprian-Freedoms entra na competição defendendo o título.
O campeão da competição foi o New York Pancyprian-Freedoms, conquistando seu primeiro título, e o vice campeão foi o St. Louis Kutis SC.

## Participantes
| Entram na Primeira Fase                             |
| - New York Pancyprian-Freedoms - St. Louis Kutis SC |

## Premiação
| National Challenge Cup de 1983                   |
| ------------------------------------------------ |
| New York Pancyprian-Freedoms Campeão (3º título) |